# New Bell
New Bell est un quartier de la commune d'arrondissement de Douala II, subdivision de la Communauté urbaine de Douala au Cameroun.

## Localisation
Le quartier s'étend sur une partie de la commune d'arrondissement de Douala II. Il est limitrophe de l'Aéroport international de Douala, Bassa, Akwa et Bali.

## Histoire
Le Quartier de New Bell est un autre quartier historique de Douala. Il est peuplé majoritairement d'une population issue des mouvements de populations internes au Cameroun: ethnies Bamiléké, Bassa, habitants du Nord, anglophones se sont mêlés dans le quartier.
Le nom du quartier est lié au clan Bell de l'ethnie Douala. Cette aire était destinée à ce clan après leur expropriation du Plateau Joss (Bonanjo) par les Allemands. L'opération de déguerpissement entreprise par les Allemands en 1913 vers le quartier New Bell a connu une violente opposition et a entrainé la mort par pendaison de Rudolf Douala Manga Bell et son homme de confiance Ngosso Din le 8 août 1914. Les Bell n'ont jamais occupé ce quartier puisque les Allemands ont quitté le Cameroun deux ans plus tard. À la suite des négociations avec les Français, les Bell s'installent à Bali.
L'écrivain Mongo Beti décrit dans son roman Remember Ruben l'atmosphère très politisée du quartier dans les années 1950 : « Il était toujours question de Ruben [Um Nyobè] dans ce faubourg ; on le retrouvait aux endroits les plus insolites. Les jeunes du quartier, désœuvrés et misérables, sont particulièrement sensibles au discours upéciste. »
Le marché central s'y trouve, centre vivrier de Douala, ainsi que la prison centrale qui teinte le nom même du quartier d'une triste connotation : prison centrale de New Bell. Il s'agit d'une vaste zone située à la sortie de la ville de Douala sur l'axe-lourd Douala-Yaoundé regroupant plusieurs quartiers tels que New Town, Bonaloka, Entrée de Billes, Bobongo, Boko, Ndogpassi, Ndokoti, Nyalla, Ngangue.

## Description
New Bell est l'un des quartiers historiques et populaires de Douala. Le quartier est central à la ville de Douala avec son marché central de New Bell, point névralgique et grand nœud de circulation où se trouvent les Lycée de New Bell et la Prison centrale de New Bell, le plus grand espace carcéral de la ville.
Les secteurs de New Bell:
- New Bell
- Aéroport
- Babylone I
- Babylone II
- Bonadouma
- Congo
- Kassalafam
- Lagos Market
- Lycée de New-Bell
- Mbam Ewondo
- Ndjong-Mebi
- Nkololoum
- Ngangue
- Prison
- Sabenjongo
- Source
- T.S.F
- Youpwé

## Enseignement
Il abrite notamment le Lycée de New Bell.

## Édifices, parcs et jardins
- Hôtel de Ville de Douala II